# Magnus (Cronache dei vampiri)
Magnus è un personaggio immaginario della saga delle Cronache dei vampiri di Anne Rice. Appare per la prima volta in Scelti dalle tenebre. Magnus è il vampiro responsabile della trasformazione in vampiro di Lestat de Lioncourt, il protagonista delle Cronache. Magnus viene descritto con occhi e capelli bruni.

## Vicende di Magnus
Come mortale egli era stato un alchimista, già avanti con gli anni, che fu capace di intrappolare un vampiro e poi di farsi trasformare a sua volta in un nuovo vampiro, con l'idea di guadagnare l'immortalità. Quando Magnus catturò Lestat alla fine del '700 e lo trasformò, aveva vissuto almeno più di trecento anni come vampiro, perciò donandogli il suo sangue antico, gli trasmise già una notevole quantità di potere vampiresco. Inoltre in quel momento Magnus era ormai esausto della vita vampiresca e sull'orlo della follia, che spesso attanaglia i vampiri più vecchi.
Magnus però, prima di farla finita, nella sua lucida follia, era ben determinato a trovarsi un degno erede, biondo, prestante e dagli occhi azzurri, perciò aveva selezionato con cura il possibile candidato; infatti Lestat trovò ammonticchiati, in una stanza dentro la torre dove era stato tenuto e poi trasformato in vampiro, moltissimi cadaveri di altri giovani uomini, con le sue stesse caratteristiche fisiche, ma che Magnus non aveva ritenuti degni. Inoltre Magnus aveva accumulato in quella stessa torre, un grande tesoro in oro e gioielli, formato lentamente durante i secoli, con tutte le proprietà rubate alle sue vittime.
Dopo la trasformazione di Lestat, Magnus si gettò sopra una pira funebre, da lui stessa approntata, richiedendo poi di disperdere le sue ceneri; Magnus così si uccise senza lasciare a Lestat altre istruzioni sulla sua nuova natura vempiresca.